# Tödliche Fragen
Tödliche Fragen (orig. Q&A von englisch Questions and Answers ‚Fragen und Antworten‘) ist ein US-amerikanischer Thriller aus dem Jahr 1990 nach dem gleichnamigen Roman von Edwin Torres. Es ist Regisseur Sidney Lumets dritter Film über die New Yorker Polizei nach Serpico und Prince of the City.

## Handlung
Der korrupte New Yorker Polizist Mike Brennan ist in Spanisch Harlem berüchtigt wegen seiner brutalen Methoden, die von seinen Vorgesetzten jedoch toleriert werden. Selbst als Brennan einen Drogendealer brutal ermordet, und den Mord als Notwehr darstellt, erhält er die Rückendeckung der Polizeiführung und des Bezirksstaatsanwalts Kevin Quinn. Pro forma muss jedoch eine Ermittlung eingeleitet werden, die im Sinne von Quinn jedoch ergebnislos bleiben soll. Der junge und unerfahrene Staatsanwalt Al Reilly, dem Quinn die Leitung der Ermittlung anvertraut, stellt sich jedoch als unbequemer, weil moralisch integrer Ermittler heraus, der um eine Aufklärung des Falls ehrlich bemüht ist.
Als wichtige Augenzeugen getötet werden und Beweismaterial verschwindet, ahnt Reilly, dass Brennan hochrangige Unterstützer hat. Hilfe erhält er von dem Drogendealer Bobby Texador, dem einzigen noch lebenden Augenzeugen. Dieser ist mit Reillys Exfreundin Nancy verheiratet. Nancy, deren Vater Afroamerikaner ist, hatte Reilly einst verlassen, weil sie ihm Rassismus unterstellt hatte. Mit Bobby Texadors Hilfe deckt Reilly ein Komplott auf, das weit über die Person Mike Brennan hinausgeht. Schließlich erwirkt er einen Haftbefehl gegen Brennan. Texador wird getötet. Brennan wird in einem Showdown erschossen. Kurz vorher hat er Reilly erzählt, dass Reillys Vater einer der korruptesten Polizisten gewesen sei, die er jemals getroffen habe. Der erfahrene Polizist Bloomenfeld rät Reilly, die Sache unter den Tisch fallen zu lassen. Würde Reilly die Verwicklungen komplett aufdecken, so seien die Pensionszahlungen für seine verwitwete Mutter in Gefahr. Desillusioniert kündigt Reilly seinen Job und versucht seine Exfreundin Nancy zurückzugewinnen.

## Entstehung und Veröffentlichung
Edwin Torres war der Sohn puerto-ricanischer Einwanderer. In den 1970er Jahren war er als Richter in New York tätig. In seiner Freizeit schrieb er mehrere Kriminalromane, die im puerto-ricanisch-amerikanischen Verbrechermilieu spielen, unter anderem den Roman Q & A (1977). In den frühen 1980er Jahren lernte er den Regisseur Sidney Lumet während der Dreharbeiten zu dessen Polizeithriller Prince of the City (1981) kennen. Torres machte den Regisseur mit den New Yorker Gerichten bekannt. Mitte 1988 nahm Lumet erneut Kontakt zu Torres auf, diesmal mit dem Plan, einen Film über einen Richter zu drehen. Torres stellte ihm seinen Roman Q & A vor. Lumet erwarb die Rechte des Romans – er beschloss das Buch zu verfilmen.
Für sein Drehbuch änderte der Regisseur einige Elemente aus dem Buch. Im Roman wird die Beziehung zwischen Al Reilly und Nancy Bosch ausführlich in Rückblenden erzählt, im Film hingegen spielt ihre gemeinsame Geschichte eine geringere Rolle und konzentriert sich hauptsächlich auf rassistische Themen. So kommen im Film verschiedene ethnische Gruppen vor. Sowohl in Verbrecher- als auch in Polizeikreisen bilden sich Cliquen entlang ethnischer Konfliktlinien. Es wird Loyalität innerhalb der eigenen Gruppe erwartet, während Personen anderer Herkunft, Hautfarbe oder Religion ständig, bewusst oder unbewusst, misstraut und verachtet werden.
Timothy Hutton, Nick Nolte und Armand Assante waren die erste Wahl des Regisseurs; Hutton hatte zuvor die Titelrolle in Lumets Buchverfilmung Daniel (1983) gespielt. Zur Vorbereitung auf seine Rolle fuhr Hutton mit einer Polizeistreife durch das Viertel Washington Heights im New Yorker Stadtbezirk Manhattan. Nolte nahm für seine Rolle rund 18 Kilogramm zu. Der Schauspieler wollte, dass sein Übergewicht die Ausschweifungen und die Brutalität der Figur unterstreicht. Über Edwin Torres traf Nick Nolte auch Vincent Hefferen, einen ehemaligen Polizeibeamten, der in Spanish Harlem gedient hatte. Mit ihm lernte er den Polizeijargon und bekam eine besseren Einblick in den damaligen Polizei-Alltag. Sowohl Hutton als auch Nolte trafen auch den berühmten New Yorker Staatsanwalt Robert M. Morgenthau. Sidney Lumets Tochter Jenny Lumet spielt als Ex-Freundin des Staatsanwalts mit.
Die Dreharbeiten für den Film begannen im September 1989 in New York. Gedreht wurde an verschiedenen Orten in New York City und Puerto Rico. In New York unter anderem am Henry Hudson Parkway, an der Park Avenue und der 115th Street, in einem Parkhaus an der West 68th Street sowie im Club CBGB. In Puerto Rico unter anderem am Flughafen San Juan sowie in der Hauptstadt San Juan. Wie bei Lumet-Produktionen üblich, gingen den Dreharbeiten umfangreiche Proben voraus. Lumet arbeitete zum neunten Mal mit dem Kameramann Andrzej Bartkowiak zusammen. Die Filmmusik wurde von dem panamaischen Musiker Rubén Blades komponiert.
Am 27. April 1990 startete der Film in den US-amerikanischen Kinos. In den deutschen Kinos startete der Film am 6. September 1990. Die Produktionskosten betrugen 6 Millionen US-Dollar. Der Film spielte allein in den USA und Kanada rund 11,2 Millionen US-Dollar ein.

## Rezeption
Tödliche Fragen erhielt ein gutes Presseecho, was sich auch in den Auswertungen US-amerikanischer Aggregatoren widerspiegelt. So erfasst Rotten Tomatoes größtenteils positive Besprechungen und ordnet den Film dementsprechend als „Frisch“ ein. Laut Metacritic fallen die Bewertungen im Mittel „Grundsätzlich Wohlwollend“ aus.

„Die Prämisse – ein hochdekorierter Bulle stellt sich als schmutzig heraus – ist schon so abgenutzt, dass sie zum Klischee verkommen ist. Aber das hält die Filmemacher hinter Tödliche Fragen nicht von einem neuen Blickwinkel ab, der zwar holpert aber so manches mal packt. […] Brennan stellt das Beste und Schlimmste in der Polizei dar: er lässt sich nichts bieten und ist ein Mann der Tat, der Gewalt der Diplomatie vorzieht. Er liefert Ergebnisse, aber mit fragwürdigen Mitteln.“

Roger Ebert schrieb in der Chicago Sun-Times vom 27. April 1990, dass es „faszinierend“ sei, dass dieser Film „auf einer Ebene so gut als ein Polizeithriller funktioniert, während er auf anderen Ebenen Gefühle erforscht, die wir vielleicht sogar vor uns selbst verborgen halten“. In seiner Rezension für die New York Times schrieb Vincent Canby: „Großartige kleine Szenen überschatten größere, wichtigere. Die Charaktere kommen und gehen in rasantem Tempo. Den Film zu sehen ist ein unterhaltsamer Ritt, aber wenn er vorbei ist, ist es schwierig, sich zu erinnern, wo genau man gewesen ist.“ Vincent Canby lobt insbesondere die Figuren und schauspielerische Darbietung sowie die Kamera-Arbeit von Andrzej Bartkowiak. Das Drehbuch sei dagegen an einigen Stellen kompliziert und verworren.

„Der um eine Auseinandersetzung mit dem Klima von Rassismus und Gewalt bemühte Film entlarvt die Allgegenwart von Korruption in Kreisen der Polizei und Justiz, kann aber nicht vollends überzeugen, da das Buch zum Teil allzu stark konstruiert wirkt. Inszenierung und schauspielerische Leistungen liegen gleichwohl auf einem hohen Niveau.“

Armand Assante wurde 1991 bei den Golden Globe Awards in der Kategorie Bester Nebendarsteller nominiert.

## Belege und weiterführende Informationen
1. 1 2  Linda Wolfe: One Tough Hombre. New York Magazine, January 8, 1990, S. 42–48
2. 1 2  David Margolick: Film: Again, Sidney Lumet Ponders Justice. In: The New York Times. 31. Dezember 1989, abgerufen am 16. September 2023.
3. 1 2  Sidney Lumet's Concern About Bigotry Is More Than Skin Deep. In: The Morning Call. 28. April 1990, abgerufen am 16. September 2023.
4. ↑  Lawrence Van Gelder: At the Movies. In: The New York Times. 13. April 1990, abgerufen am 16. September 2023.
5. 1 2 3  Sean Mitchell: Nick Nolte’s Trial by Stardom: A round peg in Hollywood’s square hole, he says he can always return to the stage. In: Los Angeles Times. 22. April 1990, abgerufen am 16. September 2023.
6. ↑  Billy Harris: Timothy Hutton, from Ordinary People and Taps to a Cars video. In: avclub.com. 10. März 2015, abgerufen am 16. September 2023.
7. ↑  Q&A (1990). In: Box Office Mojo. Abgerufen am 16. September 2023.
8. 1 2  Tödliche Fragen. In: Rotten Tomatoes. Fandango, abgerufen am 27. Dezember 2024 (englisch, aggregiert aus 24 Kritiken).
9. 1 2  Tödliche Fragen. In: Metacritic. Abgerufen am 27. Dezember 2024 (englisch, aggregiert aus 29 Kritiken).
10. ↑  Michael Costello: Kritik zu Tödliche Fragen (Memento vom 17. Juni 2017 im Internet Archive) bei AllMovie (englisch)
11. ↑  Datenbankabfrage bei cinemascore.com
12. 1 2  James Berardinelli: Review. In: Reelviews. Abgerufen am 18. September 2024 (englisch): „The premise – a decorated cop discovered to be dirty – has been utilized to the point of overuse, where it has become a cliché. But that doesn't stop the filmmakers of Q & A from providing a different angle on a tale that, although unevenly presented, is at times gripping. […] Brennan exemplifies what is the best and worst about cops: he's a no-nonsense guy who favors action over talk, and brutality over diplomacy. He gets results, but his means are in question. […]“
13. 1 2  Roger Ebert: Q & A. In: Chicago Sun-Times. 27. April 1990, abgerufen am 14. Oktober 2014.
14. ↑  Vincent Canby: Nick Nolte as a Corrupt Detective. In: The New York Times. 27. April 1990, abgerufen am 16. September 2023.
15. ↑  Tödliche Fragen. In: Lexikon des internationalen Films. Filmdienst, abgerufen am 2. März 2017.

- Weitere Filmlinks:
- OFDb: Link |
- Schnittberichte: Link |
- Synchronkartei: Link |
- TMDb: Link |
- Letterboxd: Link |
- Moviepilot: Link |
- bearbeiten